# Тесля, Иван
Иван Тесля (укр. Іван Тесля; 19 августа 1902, с. Настасов, Галиция, Австро-Венгрия — 12 апреля 1996, Торонто, Канада) — украинский и канадский географ, педагог, организатор науки.

## Биография
Родился в многодетной крестьянской семье. С 1913 учился в украинской частной гимназии в Збараже. Позже окончил Львовский университет, где изучал гуманитарные, а затем естественно-математические науки (1925—1932).
После окончания университета работал научным сотрудником института метеорологии и геофизики. Одновременно был учителем географии в Малой семинарии во Львове. Параллельно работал сотрудником профессора В. М. Кубийовича, занимался подготовкой географических карт для известного в своё время «Атласа Украины» (1937) и отдельных разделов к книгам «География Украины и смежных земель» (1938).
В годы Второй мировой войны работал референтом школьного отделения Украинского Центрального Комитета в Кракове и Львове. Редактировал журнал «Українська школа» (1942—1943).
Вершиной педагогического творчества Ивана Тесли в военный период стало создание пособия по географии Украины «Наша Батьківщина» («Наша Родина») (1942).
С 1944 — в эмиграции, сначала в Германии, а с 1948 — в Канаде. Переехав в Канаду, занимался исследованием географии украинских поселений в этой стране. Результаты исследований изложены в его работах
- «Канадцы украинского происхождения» / «The Ukrainian Canadian in 1971» (1976),
- «Украинская иммиграция в Канаду в 1891—1967» / «Ukrainian Immigration to Canada in 1891—1917» (1978),
- «Статистика украинский поселений в Канаде» / «Statistical Compendium of Ukrainians in Canada» (1970—1973).

Автор более 50 научных работ, несколько учебников и сотни научно-методических статей, рецензий и заметок, трудов по метеорологии, геофизики, климатологии (среди прочего, про многолетние изменения климатических элементов земного шара), гидрографии, картографии, педагогике в специализированных польских, немецких и канадских журналах.
Кроме этого, И. Тесля написал ряд статей для «Энциклопедии украиноведения».